# مينوشهر
مينوشهر أو كما يسمونها سكانها العرب جزيرة صلبوخ هي مدينة إيرانية تقع في قسم مينو من مقاطعة المحمرة في محافظة خوزستان. حسب إحصاءات المركز الرسمي للإحصاءات الإيرانية في 2006 كان يسكن مينوشهر 1210 شخص.